# Bombajó bokszoló
A Bombajó bokszoló (eredeti cím: Bomber) 1982-ben bemutatott olasz akcióvígjáték, melyet Marcello Fondato és Francesco Scardamaglia forgatókönyvéből Michele Lupo rendezett, zenéjét Guido és Maurizio de Angelis szerezte. A főbb szerepekben Bud Spencer, Jerry Calà és Kallie Knoetze látható. 
Ez a film volt Bud Spencer utolsó közös munkája Lupóval, Scardamagliával és Fondatóval. Ugyan hivatalosan nem kötődik hozzá, de cselekményének főbb elemei, még a forgatási helyszínek (köztük Pisa) is azonosak az 1978-as Akit Buldózernek hívtak című filmmel. Csupán a sportágat változtatták meg amerikai futballról ökölvívásra.
Olaszországban 1982. november 18-án, Magyarországon 1985. január 24-én mutatták be a mozikban. Ez volt Bud Spencer legutolsó, sikeresnek mondható önálló filmje.

## Cselekmény
Bud Graziano kapitány (Bud Spencer) egy napon arra ébred fel, hogy hajóját épp elbontják a feje fölül.
A sportvilágban egykor Bombázó néven hírnevet szerző ökölvívóbajnok ezután partra száll és ökleivel megmenti a mitugrász Jerryt (Jerry Calà) az őt megverni akaró üldözőitől. A botcsinálta bokszpromóter Jerry – látva a kapitány gigászi erejű ütéseit – hálából beajánlja őt a városban állomásozó amerikai bokszolócsapathoz. Azonban nem tudhatja, hogy a csapat őrmestere és Bombázó régi riválisok: annak idején, tisztázatlan körülmények között egy bokszmeccsen a gátlástalan amerikai vetett véget a Bombázó ragyogó sportpályafutásának.
Bombázó a szárnyai alá vesz egy fiatal, forrófejű boksztehetséget, Giorgio 'Giorgione' Desiderit, akiből elsőosztályú bunyóst akar faragni.

## Szereplők
| Szereplő                         | Színész              | Magyar hang     |
| -------------------------------- | -------------------- | --------------- |
| Bud Graziano "Bombázó"           | Bud Spencer          | Gruber Hugó     |
| Jerry                            | Jerry Calà           | Felföldi László |
| Giorgio 'Giorgione' Desideri     | Mike Miller          | Koroknay Géza   |
| Rosco Dunn                       | Kallie Knoetze       | Szersén Gyula   |
| Proseco, avagy Colos Silvester   | Nando Paone          | Hirtling István |
| Degesz, avagy a Silós            | Giorgio Vignali      | Bán János       |
| Bokszriporter                    | N/A                  | Bán János       |
| Bellami, pehelysúlyú világbajnok | Maurizio Tori        | Sörös Sándor    |
| Suzanna, Jerry húga              | Gegia                | Farkas Zsuzsa   |
| Kapitány                         | Paolo Gozlino        | Fillár István   |
| Tétmester a kötélhúzó versenyen  | N/A                  | Fillár István   |
| Gorgio barátnője                 | Valeria Cavalli      | Venczel Vera    |
| Sam Newman, fekete bokszoló      | Bobby Rhodes         | nem szólal meg  |
| A bontóbrigád főnöke, mérnök     | Francesco D’Adda     | Varga T. József |
| Öreg Krupp                       | Ferdinando Murolo    | Horkai János    |
| Edző a sportteremben             | Rik Battaglia        | Makay Sándor    |
| Professzor                       | Piero Trombetta      | Kun Vilmos      |
| Rosco embere                     | Giancarlo Bastianoni | Somogyvári Pál  |
| Verekedő férfi az étteremben     | Ottaviano Dell’Acqua | Szakácsi Sándor |
| Féltékeny férj a bokszmeccsen    | Salvatore Basile     | Kenderesi Tibor |
| Ringszpíker                      | Pietro Fornaciari    | Rátóti Zoltán   |
| Sportriporter az első mérkőzésen | Mario Mattioli       | Kéry Gyula      |
| Lauretta                         | Angela Campanella    | nem szólal meg  |
| Verőlegény                       | Pietro Torrisi       | Gáspár Sándor   |

## Felhasznált irodalom
- Tobias Hohmann: Bud Spencer – Terence Hill krónikák. Wiamfilm, 2014. ISBN 9789638996916